# Den norske filmfestivalen

Logo des Festivals

Den norske filmfestivalen (Das internationale norwegische Filmfestival) ist ein jährlich stattfindendes Filmfestival in Haugesund, Norwegen. Das größte, norwegische Festival für Kinofilme existiert seit 1973 und wird im August veranstaltet.
Schirmherr des Festivals ist Kronprinz Haakon von Norwegen, Ehrenpräsidentin ist Liv Ullmann.
Die Festivalleiterin des norske filmfestivalen, Tonje Hardersen, ist zusätzlich Jurymitglied der Nordischen Filmtage Lübeck.

## Filmpreis Amanda
1985 wurde die „Amanda“ als norwegischer Filmpreis eingeführt. Der Preis wird jährlich während des Festivals in verschiedenen Filmkategorien verliehen. Die Amanda, die nach Amanda Sofie Stangeland benannt wurde, ist eine Skulptur des norwegischen Bildhauers Kristian Kvakland, sie ist 30 Zentimeter hoch und wiegt 2,5 Kilogramm. Der als Technikpreis verliehene Golden Clapper wurde von Nils Aas geschaffen.
Zu den Kategorien zählen:
- Bester norwegischer Film
- Beste Regie
- Beste Hauptrolle
- Bester Hauptdarsteller
- Beste Hauptdarstellerin
- Beste Nebenrolle
- Bester ausländischer Film
- Amanda-Volksfilmpreis (Filmpreis des Volkes)
- Publikumspreis (Amanda-Volkspreis)
- Beste Kamera
- Beste Filmmusik
- Goldene Filmklappe (Technikpreis)
- Norwegischer Kritikerpreis (Jury, von der Norwegian Film Critics’ Association)
- The Ray of Sunshine (Jury, von der Norwegian Cinema Managers Association)
- The Norwegian International Film Festival and Liv Ullmann’s Honorary Award
- Next Nordic Generation Award (dotiert mit 20,000 NKR, ca. 1.700 Euro)
- Best Project Award (Preisträger erhalten Zugang zum Producers Network bei den Filmfestspielen von Cannes)

## Online-Archiv
Sowohl die Preisträger, als auch alle Programme ab 1979, stehen, auf der Webseite des Festivals, in norwegischer und englischer Sprache zum Download zur Verfügung.
Für die Jahre ab 2022 ist zusätzlich ein Filmarchiv vorhanden.